# Irina Beglyakova
Irina Anatolyevna Beglyakova (en russe : Ирина Анатольевна Беглякова ; née le 26 février 1933 et morte le 19 mars 2018 à Moscou (Russie)) est une athlète soviétique puis russe, spécialiste du lancer du disque.

## Carrière

### Palmarès
| Date | Compétition           | Lieu      | Résultat | Performance |
| ---- | --------------------- | --------- | -------- | ----------- |
| 1954 | Championnats d'Europe | Berne     | 2e       | 45,79 m     |
| 1956 | Jeux olympiques d'été | Melbourne | 2e       | 52,54 m     |
| 1958 | Championnats d'Europe | Stockholm | 4e       | 50,87 m     |

### Records
| Épreuve          | Performance | Lieu | Date |
| ---------------- | ----------- | ---- | ---- |
| Lancer du disque | 52,71 m     |      | 1956 |